# Área protegida Boca del Chimehuín
El área natural protegida Boca del Chimehuín se encuentra en cercanías de la localidad de Junín de los Andes, en el departamento Huiliches, en el oeste de la provincia del Neuquén, en el sector cordillerano de la Patagonia argentina.

Fue creada con el objeto de proteger un bosque nativo de pehuén y las condiciones particulares del paisaje en la naciente del río Chimehuin.

## Características generales
El área protegida fue creada en el año 2000 mediante la ley provincial n.º 2345, con el objetivo de preservar un bosque nativo de pehuén (Araucaria araucana), la flora y fauna de la naciente del río Chimehuin en el lago Huechulafquen y las condiciones naturales de una zona sumamente visitada por aficionados a la pesca deportiva.

Se estima que la superficie del área alcanza las 1500 ha aproximadamente, en torno a la posición 39°47′51″S 71°12′42″O / -39.79750, -71.21167, en las ecorregiones bosques patagónicos y estepa patagónica.
El nombre del área proviene de la expresión mapuche que significa «lugar de viviendas».
Se accede al área protegida a través de la RN234 y luego hacia el oeste por la ruta provincial n.º 61.

La zona es intensamente visitada durante la temporada estival por aficionados a la pesca deportiva de truchas arco iris, marrón, fontinalis y salmón encerrado.

## Flora
La cobertura vegetal incluye ejemplares de notros (Embothrium coccineum) que ceden el espacio a formaciones en galería en las riberas formadas por sauces (Salix humboldtiana) bajo los cuales se extienden agrupaciones de lupinos. La zona conserva algunos grupos aislados de pehuenes (Araucaria araucana), especie amenazada cuya preservación es uno de los objetivos de creación del área protegida.

## Fauna
La fauna de la zona incluye varias especies exóticas introducidas y algunas especies autóctonas, entre ellas zorros (Lycalopex griseus), zorrinos (Mephitidae) y pumas (Puma concolor).

En la región se ha registrado la presencia de chimangos (Milvago chimango), halconcitos colorados (Falco sparverius),palomas araucanas (Patagioenas araucana), diucones (Xolmis pyrope), tordos patagónicos (Curaeus curaeus), loicas (Sturnella loyca), chingolos (Zonotrichia capensis) y comesebos patagónicos (Phrygilus patagonicus).